# Godé (Burkina Faso)
Pour les articles homonymes, voir Godé.
Godé est une localité située dans le département de Sabou de la province du Boulkiemdé dans la région Centre-Ouest au Burkina Faso.

## Géographie
La commune est traversée par la route nationale 1.

## Éducation et santé
La commune accueille un centre de santé et de promotion sociale (CSPS).
Le village possède un centre de formation des jeunes adultes (CFJA).